# HMS E11
Pour les articles homonymes, voir E11.
Le HMS E11 est un sous-marin britannique de classe E de la Royal Navy, lancé le 23 avril 1914. Le E11 a été l’un des sous-marins qui a remporté le plus de succès au cours des opérations navales de la campagne des Dardanelles en 1915, en coulant plus de 80 navires de toutes tailles lors de trois patrouilles dans la mer de Marmara.

## Conception
Comme tous les sous-marins de la classe E postérieurs au E8, le E11 avait un déplacement de 662 tonnes en surface et de 807 tonnes en immersion. Il avait une longueur totale de 55 m et un maître-bau de 6,92 m. Il était propulsé par deux moteurs Diesel Vickers huit cylindres à deux temps de 800 chevaux (600 kW) et moteurs électriques deux moteurs électriques de 420 chevaux (310 kW),.
Le sous-marin avait une vitesse maximale de 16 nœuds (30 km/h) en surface et de 10 nœuds (19 km/h) en immersion. Les sous-marins britanniques de la classe E avaient une capacité en carburant de 50 tonnes de gazole, et une autonomie de 2 829 milles marins (5 238 km) lorsqu’ils faisaient route à 10 nœuds (19 km/h). Ils pouvaient naviguer sous l’eau pendant cinq heures en se déplaçant à 5 nœuds (9,3 km/h).
Le E11 était initialement armé d’un unique canon de pont QF (quick-firing, en français « tir rapide ») de 6 livres monté à l’avant du kiosque, mais il a été remplacé plus tard par un canon de marine de 12 livres QF 12 cwt de 76 mm (3 pouces). Il avait cinq tubes lance-torpilles de 18 pouces (457 mm), deux à l’avant, un de chaque côté à mi-longueur du navire et un à l’arrière. Au total, 10 torpilles étaient emportées à bord.
Les sous-marins de la classe E avaient la télégraphie sans fil d’une puissance nominale de 1 kilowatt. Sur certains sous-marins, ces systèmes ont par la suite été mis à niveau à 3 kilowatts en retirant un tube lance-torpilles du milieu du navire. Leur profondeur maximale de plongée théorique était de 100 pieds (30 mètres). Cependant, en service, certaines unités ont atteint des profondeurs supérieures à 200 pieds (61 mètres). Certains sous-marins contenaient des oscillateurs Fessenden.
Leur équipage était composé de trois officiers et 28 hommes.

## Engagements

### Opérations en Europe du Nord
En septembre 1914, le Havmanden, un sous-marin du Danemark, pays neutre affichant son pennant number 3 sur son kiosque, a été pris pour le sous-marin allemand U-3 par le E11. Celui-ci a tiré une torpille qui a manqué sa cible, épargnant le Havmanden.
En octobre 1914, le E11, sous le commandement du lieutenant commander Martin Nasmith, fut envoyé dans la mer Baltique avec deux autres sous-marins, mais il fut deux fois intercepté par des patrouilles allemandes et forcé de retourner à Harwich. Lors du raid sur Scarborough en décembre 1914, le E11 tente d’intercepter les croiseurs de bataille allemands, mais échoue en raison de torpilles défectueuses.
Le E11 participe au raid de Cuxhaven qui culmine le 25 décembre 1914 avec l’attaque par sept hydravions des transports d'hydravions HMS Engadine (en), Riviera (en) et Empress (en) (escortés par trois croiseurs et plusieurs destroyers de la Harwich Force) sur les hangars à Zeppelins et d’autres cibles militaires près de Cuxhaven. Quatre des appareils n’ont pas réussi à regagner leur navire. Trois d’entre eux ont atterri au point de rendez-vous où le E11 les attendait et ont été sabordés, leur équipage étant pris à son bord par le E11.

### Opérations en mer Méditerrané

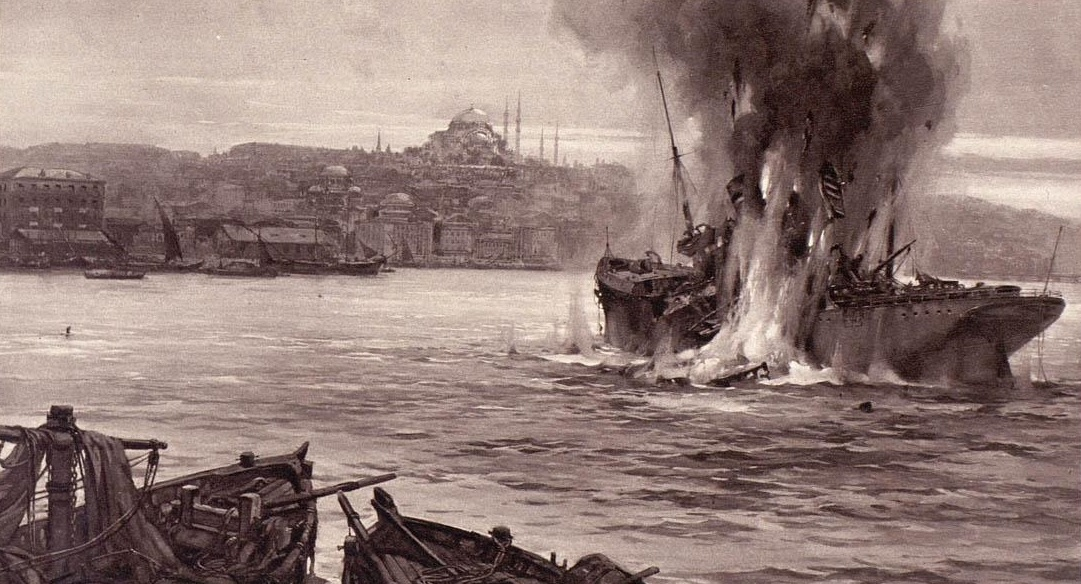
Le E11 torpille le "Stamboul" au large de Constantinople le 25 mai 1915

En mai 1915, toujours commandé par Nasmith, le E11 arriva aux Dardanelles pour se joindre à la campagne sous-marine dans la mer de Marmara. Le E11 a été le deuxième sous-marin à entreprendre une patrouille réussie, après le HMS E14 qui avait traversé le détroit le 27 avril.
Le E11 a traversé les Dardanelles dans la nuit du 18 mai. Faisant surface au large de la ville de Gallipoli, Nasmith a capturé un voilier turc et l’a attaché à son kiosque pour agir comme un déguisement. Cependant, cette ruse n’a pas réussi à attirer des cibles, donc après plusieurs jours, il l’a abandonnée.
En remontant la mer de Marmara, il a coulé une canonnière et plusieurs autres petites embarcations le 23 mai. Le lendemain, près du port de Rodosto (aujourd’hui Tekirdağ), le E11 a rencontré le transport turc Nagara, chargé de munitions. À bord du transport se trouvait un journaliste américain, Raymond Gram Swing, du Chicago Daily News. Nasmith a coulé le navire après qu’il a eu été abandonné par l’équipage et les passagers. Nasmith a coulé un autre transport et en a forcé un autre à s’échouer, avant d’être chassé loin du rivage par une unité de cavalerie turque.
Le 25 mai 1915, le E11 arriva à Constantinople (aujourd’hui Istanbul). Nasmith était à la recherche des navires de guerre allemands SMS Goeben et SMS Breslau, mais quand il a fait surface à 12 heures 40, il a aperçu le vieux transport Stamboul couché le long de l’arsenal de Tophane. La première torpille de Nasmith a tourné en rond et a presque touché le E11, mais la deuxième torpille a touché le Stamboul. Sous le feu de l’artillerie côtière, le E11 plonge pour s’échapper. Pris dans le fort courant du Bosphore, le E11 a été hors de contrôle pendant 20 minutes jusqu’à ce qu’il se pose sur le fond marin près de la Tour de Léandre. Le Stamboul ne coula pas, mais fut échoué à Harem. L’attaque du E11 sur Constantinople, la première menée par un navire ennemi en plus de 100 ans, a eu un impact énorme sur le moral turc, provoquant une panique dans la ville et obligeant le Goeben à passer à un mouillage plus sûr.
Le E11 revient aux approches du Bosphore le 27 mai et coule d’autres navires, mais Nasmith, à court de torpilles et confronté à des problèmes mécaniques croissants, rentre à son port d’attache le 5 juin. Lors de son passage par les Dardanelles au retour, il rencontre un autre transport. Malgré sa position vulnérable et le mauvais état du sous-marin, il l’attaque et le coule avec ses deux dernières torpilles.
En passant par le détroit près de Çanakkale, le E11 a accroché une mine amarrée. Nasmith a dû remorquer la mine hors du détroit avant de pouvoir dégager le sous-marin. Lors de la première mission du E11, onze navires ont été coulés ou ont été mis hors de service. Pour cette patrouille réussie, Nasmith a reçu la Croix de Victoria. Il fut le troisième commandant de sous-marin à recevoir cette distinction pendant la campagne des Dardanelles.
Lors de sa deuxième mission, le 6 août 1915, le E11 a torpillé avec succès le croiseur torpilleur turc Peyk-i Şevket, lui causant de graves dégâts. Deux jours plus tard, le 8 août, alors qu’un nouveau débarquement britannique était en cours à Suvla, le E11 a torpillé le cuirassé turc Barbaros Hayreddin au large de Bulair, à l’entrée nord des Dardanelles. Le navire a coulé avec la perte de 21 officiers et 237 hommes. Le Barbaros Hayreddin fut l’un des deux navires de guerre ottomans coulés pendant la campagne.
Rendant une nouvelle visite à Constantinople, le E11 a coulé le charbonnier de la mer Noire Ispahan alors qu’il se préparait à décharger son charbon. Ce fut un rude coup porté à l’ennemi, car le charbon était la principale source de combustible et les approvisionnements étaient rares. Se rendant dans le golfe d'Izmit, dans la nuit du 20 août, le premier officier du E11, le lieutenant Guy D'Oyly-Hughes, a nagé jusqu’à terre et a fait sauter une section de la ligne de chemin de fer Constantinople-Bagdad, un exploit pour lequel il a reçu la Croix du Service distingué. Le lieutenant Robert Brown a également reçu la Croix du Service distingué. Réserviste de la marine marchande, Brown était célèbre pour avoir contourné le cap Horn sur le clipper John Gambles, le sister-ship du célèbre Cutty Sark.
Le E11 a fait trois tours d’opérations dans la mer de Marmara et a coulé au total 27 navires à vapeur et 58 plus petits navires.